# 路易斯·米格尔·纳瓦斯
路易斯·米格尔·纳瓦斯（西班牙語：Luis Miguel Navas，1980年2月2日—），古巴棒球运动员。他曾代表古巴国家队参加2008年夏季奥林匹克运动会棒球比赛，获得一枚银牌。他也曾参加2007年泛美运动会。